# Remo Anzovino
Remo Anzovino (Pordenone, 12 febbraio 1976) è un compositore e musicista italiano. Noto per le sue colonne sonore, composizioni per il teatro e progetti artistici che spaziano tra diversi generi musicali, tra cui jazz, musica classica contemporanea e pop.
Anzovino ha iniziato la sua carriera scrivendo musiche per il teatro di burattini e accompagnando dal vivo film muti, affermandosi successivamente come uno degli esponenti di spicco della scena musicale italiana per il cinema e le arti visive. Il suo stile compositivo si distingue per la capacità di coniugare tradizione e sperimentazione, spaziando tra differenti linguaggi musicali e attingendo a influenze culturali e storiche.
Nel corso della sua carriera, ha composto colonne sonore e musiche di scena dedicate a figure e avvenimenti di rilievo storico e culturale, tra cui Regina Elisabetta II, Frida Kahlo, Napoleone Bonaparte, Eruzione del Vesuvio del 79, Dante Alighieri con il "Canto XXIII dell’Inferno", il disastro del Vajont, Vincent Van Gogh, Claude Monet, Paul Gauguin, Muhammed Ali, Francesco Borromini, Gian Lorenzo Bernini, Pier Paolo Pasolini, L'infinito di Giacomo Leopardi, Giuseppe Ungaretti, il fenomeno dell'arte degenerata durante il nazismo, Buster Keaton, Galileo Galilei, Tina Modotti e la Concattedrale di Taranto progettata da Gio Ponti.
Nel 2006 pubblica il primo album Dispari, nel 2008 Tabù e nel 2010 Igloo. Quest'ultimo vede la collaborazione di artisti come Franz Di Cioccio, Gabriele Mirabassi, Enzo Pietropaoli e Bebo Ferra.

## Discografia

### Album

#### Studio
- 2006 Dispari (CNI, Rai Trade)
- 2008 Tabù (EGEA Music)
- 2010 Igloo (EGEA Music)
- 2012 Viaggiatore Immobile (EGEA Music)
- 2013 Vivo (EGEA Music)
- 2015 L'Alba dei Tram - Dedicato a Pasolini (EGEA Music)
- 2017 Fight for Freedom: Tribute to Muhammad Ali (colonna sonora originale del docufilm Da Clay ad Ali. La metamorfosi) (Etnagigante)
- 2017 Nocturne (Sony Classical)
- 2019 Water Lilies Monet, The Magic of Water and Light (Original Motion Picture Soundtrack) (Nexo Digital Soundtracks, Sony Masterworks)
- 2019 Hitler versus Picasso and the Others (Original Motion Picture Soundtrack) (Nexo Digital Soundtracks, Sony Masterworks)
- 2019 Van Gogh of Wheat Fields and Clouded Skies (Original Motion Picture Soundtrack) (Nexo Digital Soundtracks, Sony Masterworks)
- 2019 Gauguin in Tahiti. Paradise Lost (Original Motion Picture Soundtrack) (Nexo Digital Soundtracks, Sony Masterworks)
- 2019 Frida. Viva la Vida (Original Motion Picture Soundtrack) (Nexo Digital Soundtracks, Sony Masterworks)
- 2019 Art Film Music (cofanetto contenente 5 CD delle colonne sonore integrali dei film Water Lilies Monet, Hitler versus Picasso and the Others, Van Gogh of Wheat Fields and Clouded Skies, Gauguin in Tahiti. Paradise Lost e Frida. Viva la Vida) (Nexo Digital Soundtracks, Sony Masterworks)
- 2021 Il Ladro di Cardellini (Original Motion Picture Soundtrack) (Sony Classical)
- 2021 Pompeii Sin City (Original Motion Picture Soundtrack) (Sony Classical)
- 2021 Napoleon. In the Name of Art (Original Motion Picture Soundtrack) (Sony Classical)
- 2022 Portrait of the Queen (Original Motion Picture Soundtrack) (Nexo Soundtracks / Believe)
- 2022 To Duration. A Tribute to Peter Handke (Original Motion Picture Soundtrack) (Believe)
- 2023 Don’t Forget to Fly (Believe)
- 2023 Borromini and Bernini. The Challenge for Perfection (Original Motion Picture Soundtrack) (Nexo Soundtracks / Believe)

#### Live
- 2013 Vivo (Egea Records)
- 2024 Atelier (DECCA)